# Гудленд (Канзас)
Гудленд (англ. Goodland) — місто (англ. city) в США, в окрузі Шерман штату Канзас. Населення — 4465 осіб (2020).

## Географія
Гудленд розташований за координатами 39°20′59″ пн. ш. 101°42′39″ зх. д. / 39.34972° пн. ш. 101.71083° зх. д. (39.349601, -101.710708).  За даними Бюро перепису населення США в 2010 році місто мало площу 11,32 км², з яких 11,30 км² — суходіл та 0,02 км² — водойми.

### Клімат
| Клімат : Гудленд                                       | Клімат : Гудленд | Клімат : Гудленд | Клімат : Гудленд | Клімат : Гудленд | Клімат : Гудленд | Клімат : Гудленд | Клімат : Гудленд | Клімат : Гудленд | Клімат : Гудленд | Клімат : Гудленд | Клімат : Гудленд | Клімат : Гудленд | Клімат : Гудленд |
| Показник                                               | Січ.             | Лют.             | Бер.             | Квіт.            | Трав.            | Черв.            | Лип.             | Серп.            | Вер.             | Жовт.            | Лист.            | Груд.            | Рік              |
| Абсолютний максимум, °C                                | 26,1             | 30,6             | 32,2             | 35,6             | 40,0             | 43,3             | 43,9             | 42,2             | 40,6             | 35,6             | 30,6             | 28,3             | 43,9             |
| Середній максимум, °C                                  | 5,8              | 7,4              | 12,6             | 17,6             | 22,8             | 28,8             | 32,2             | 30,8             | 26,2             | 19,0             | 11,3             | 5,8              | 18,3             |
| Середня температура, °C                                | −1,3             | 0,2              | 4,7              | 9,6              | 15,2             | 20,9             | 24,3             | 23,2             | 18,1             | 11,1             | 3,9              | −1,2             | 10,7             |
| Середній мінімум, °C                                   | −8,4             | −7               | −3,1             | 1,5              | 7,7              | 13,1             | 16,3             | 15,6             | 10,1             | 3,1              | −3,5             | −8,2             | 3,1              |
| Абсолютний мінімум, °C                                 | −32,2            | −30              | −28,9            | −17,8            | −6,1             | −0,6             | 4,4              | 3,3              | −7,2             | −17,2            | −24,4            | −32,8            | −32,8            |
| Норма опадів, мм                                       | 10               | 12               | 27               | 40               | 75               | 83               | 88               | 69               | 31               | 35               | 18               | 12               | 500              |
| Днів з опадами                                         | 3,9              | 4,8              | 6,0              | 7,7              | 10,5             | 9,4              | 9,9              | 8,8              | 5,5              | 5,6              | 4,6              | 3,9              | 80,5             |
| Днів зі снігом                                         | 3,7              | 4,1              | 3,6              | 2,0              | 0,2              | 0                | 0                | 0                | 0,2              | 0,8              | 2,9              | 3,5              | 21,0             |
| ------------------------------------------------------ | ---------------- | ---------------- | ---------------- | ---------------- | ---------------- | ---------------- | ---------------- | ---------------- | ---------------- | ---------------- | ---------------- | ---------------- | ---------------- |
| Джерело: The Weather Channel; National Weather Service |                  |                  |                  |                  |                  |                  |                  |                  |                  |                  |                  |                  |                  |

## Демографія
Згідно з переписом 2010 року, у місті мешкало 4489 осіб у 1985 домогосподарствах у складі 1161 родини. Густота населення становила 397 осіб/км².  Було 2395 помешкань (212/км²).
Расовий склад населення:
| - 93,0 % — білих - 0,7 % — чорних або афроамериканців - 0,4 % — корінних американців - 0,4 % — азіатів - 0,1 % — вихідців з тихоокеанських островів - 3,3 % — осіб інших рас |

До двох чи більше рас належало 2,1 %. Частка іспаномовних становила 11,0 % від усіх жителів.
За віковим діапазоном населення розподілялося таким чином: 22,7 % — особи молодші 18 років, 58,3 % — особи у віці 18—64 років, 19,0 % — особи у віці 65 років та старші. Медіана віку мешканця становила 40,0 року. На 100 осіб жіночої статі у місті припадало 97,4 чоловіків;  на 100 жінок у віці від 18 років та старших — 95,1 чоловіків також старших 18 років.
Середній дохід на одне домашнє господарство  становив 41 075 доларів США (медіана — 34 909), а середній дохід на одну сім'ю — 50 125 доларів (медіана — 47 232). Медіана доходів становила 32 423 долари для чоловіків та 23 904 долари для жінок. За межею бідності перебувало 23,2 % осіб, у тому числі 32,6 % дітей у віці до 18 років та 10,8 % осіб у віці 65 років та старших.
Цивільне працевлаштоване населення становило 2354 особи. Основні галузі зайнятості: освіта, охорона здоров'я та соціальна допомога — 21,9 %, роздрібна торгівля — 17,1 %, мистецтво, розваги та відпочинок — 8,4 %, будівництво — 8,0 %.